# جينا دير
جينا دير (بالإنجليزية: Jenna Dear) هي لاعبة كرة قدم بريطانية، ولدت في 29 مايو 1996 في إنجلترا في المملكة المتحدة.

## وصلات خارجية
- جينا دير على موقع الاتحاد الأوربي (الإنجليزية)
- جينا دير على موقع اتحاد النرويج (النرويجية)
- جينا دير على موقع قاعدة بيانات كرة القدم.إي يو (الإنجليزية)
- جينا دير على موقع Soccerway.com (الإنجليزية)
- جينا دير على موقع عالم كرة القدم.نت (الإنجليزية)